# Carl von Rabenhaupt

Carl von Rabenhaupt

Carl von Rabenhaupt (* 6. Januar 1602 in Böhmen; † 12. August 1675 in Coevorden), Baron von Sucha, Erbherr auf Lichtenburg und Tremoschnitz, Herr zu Crumbach, war ein hessen-kasselischer und niederländischer General. Er unterstützte die Groninger beim Widerstand gegen Bernhard von Galen während der Belagerung von Groningen im Jahr 1672.

## Leben
Carl Rabenhaupt entstammte dem bedeutenden böhmischen Adelsgeschlecht der Robenhaupt von Sucha (Robmhap ze Suché). Er wurde in der Lehre der Hussiten erzogen. Im Dreißigjährigen Krieg trat er früh in protestantische Kriegsdienste. Zuerst nahm er 1620 unter dem Herzog von Jägerndorf an die Verteidigung von Bautzen in der Lausitz gegen Johann Georg von Sachsen teil. 1622 kam er in die niederländische Republik als Begleiter des Grafen Peter Ernst II. von Mansfeld und trat ins dortige Militär ein. Er zeichnete sich bei der Belagerung von Groenlo (1627) aus und wurde zum Leutnant ernannt.
Lange stand er in hessischen Diensten unter Wilhelm V. und dessen Witwe Amalie Elisabeth. 1633 war er Oberstleutnant und Kommandant der Stadt Rheine. Während er mit Teilen der Besatzung die Städte Vreden und Bocholt eroberte, wurde Rheine Anfang 1634 in seiner Abwesenheit von kaiserlichen Truppen eingenommen. Anschließend war er als Oberst in Steinfurt stationiert und kämpfte einige Jahre in Hessen selbst. 1641 wurde er zum Gouverneur von Kalkar ernannt.
Die nächsten Jahre kämpfte er am Niederrhein gegen die Kaiserlichen und deren Verbündete. 1644 überfiel er das Hauptquartier der lothringischen Truppen bei Eschweiler, geriet aber kurz darauf in deren Gefangenschaft. Bald kam er wieder frei und nahm noch im gleichen Jahr Xanten ein, dass er nach Vermittlung der Niederlande wieder an den Landesherrn, den Brandenburger Kurfürsten, zurückgeben musste. 1646 schlug er den kaiserlichen Oberst Otto Christoph von Sparr bei Zons und belagerte die Stadt, bis diese durch die Kaiserlichen unter General Melander entsetzt wurde. 1647 belagerte er zusammen mit den Schweden unter Hans Christoph von Königsmarck vergeblich Paderborn. Der Angriff der Kaiserlichen unter Guillaume de Lamboy auf die hessischen Quartiere in Ostfriesland zwang sie, die Belagerung aufzugeben. Im November eroberte Rabenhaupt die von den Kaiserlichen eingenommene Schanze von Jemgum wieder zurück. Nachdem ihm bei der Vergabe des hessischen Oberbefehls Johann von Geyso vorgezogen worden war, gab Rabenhaupt bald seine Stellung als Generalwachtmeister auf und ließ sich in den Niederlanden nieder.

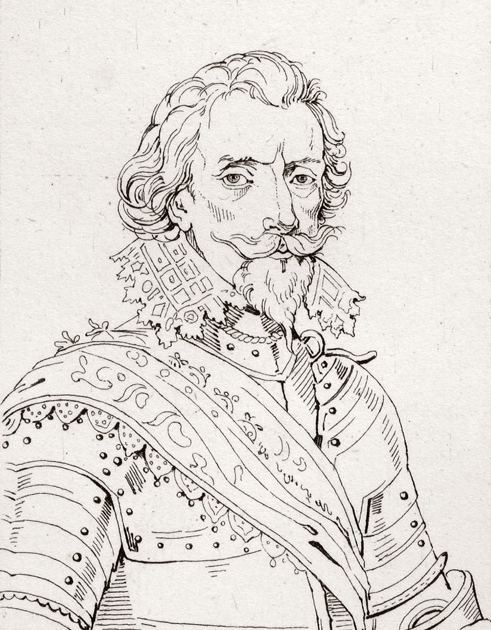
Peter Ernst II. von Mansfeld

Vor dem „Katastrophenjahr“ 1672 wurde er für 4.000 Reichstaler als Heereskommandant zur Verteidigung der Stadt Groningen von der niederländischen Republik verpflichtet. Am 31. März 1672 wurde er zum Generalleutnant befördert.
Die Belagerung der Stadt begann am 21. Juli und dauerte fünf Wochen, während denen etwa 5.000 Bomben und Stincktöpfe ihren Weg in die Südhälfte der Stadt fanden. Wilhelm von Fürstenberg und Christoph Bernhard von Galen – im Volksmund Bommen Berend („Bomben-Bernhard“) genannt – zogen sich am 28. August 1672 zurück, was bis heute noch jedes Jahr in Groningen gefeiert wird („Gronings ontzet“). Es gelang ihm, in einem kühnen Anlauf über die gefrorenen Moräste und Festungsgräben hinweg das starke Coevorden zurückzuerobern, wobei die wertvolle münstersche schwere Artillerie in seine Hände fiel. Rabenhaupt wurde zum Bürgermeister von Groningen ernannt und am 4. Januar 1673 zum Drost von Drenthe und Gouverneur von Coevorden. Dann aber versäumte er, die Ommerschanz zu nehmen, was nicht aufwändig gewesen wäre und seinen Ruhm erheblich vermehrt hätte.

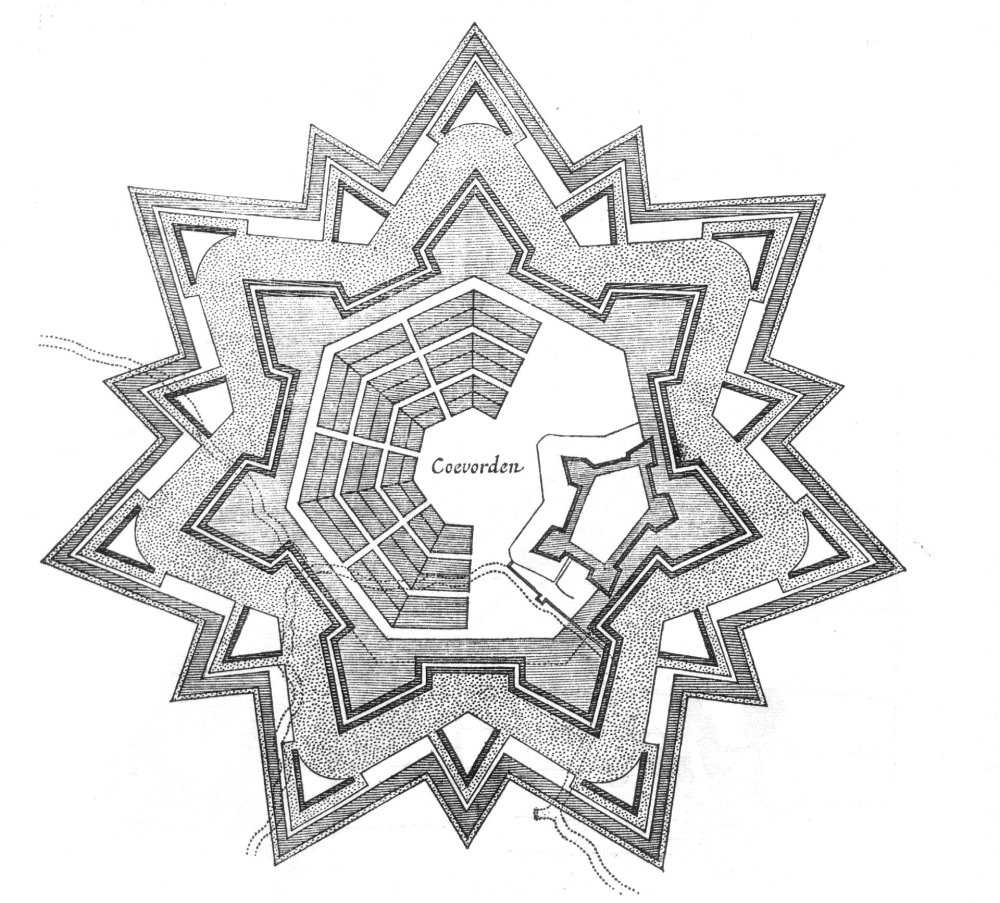
Plan von Coevorden im Jahr 1647

Rabenhaupt befreite am 22. Juli 1673 Nieuweschans. Im Oktober 1673 zog er erneut nach Coevorden, als Fürstbischof von Galen mit ungeheurem Arbeitsaufwand die Vechte aufstauen ließ, um die Stadt unter Wasser zu setzen. Anfang April 1674 zog er nach Nordhorn und Neuenhaus in die Grafschaft Bentheim. Dietrich Hermann von Nagel wurde aus Schüttorf zurückgeworfen. Sein letztes Ziel war das von der französischen Armee besetzte Grave. Im folgenden Jahr starb er und wurde am 3. September 1675 in der Kirche von Coevorden beigesetzt.
In Veldhausen, wo sein Feldzug von 1673/1674 gegen Fürstbischof von Galen endete, ist eine Straße nach ihm benannt; ebenso in Groningen. Seine von Willem Valk (1886–1973) geschaffene und 1971 aufgestellte Büste steht an der Südseite des Rathauses auf dem Groninger Großen Markt, unweit eines Hauses, in dem er damals lebte.